# فبيانه
فَبْيَانَه (الاسم العلمي: Fabiana)، جنس جنبات معمرة، ابيدة، راتنجية، مُزهرة، لزجة من فصيلة الباذنجانية. موطنها المنحدرات الجافة في غرب أمريكا الجنوبية. إنها جنبات دائمة الخضرة أو شجيرات قزمة، أوراقها شبيهة بالإبر وأزهارها أنبوبية صغيرة وافرة في الصيف. الاسم الشائع لها هو صحية كاذبة لأن الأوراق تشبه بشكل سطحي نبات الخلنج ذات الصلة البعيدة. يُزرع النوع F. imbricata كنبات بستاني شائع وهي عينة معشبية شائعة.

## التوزيع والموائل
ينمو أنواع الجنس ضمن خطي عرض 16 درجة و 51 درجة في المناطق الجبلية القاحلة في أمريكا الجنوبية بين 1000-4900 متر فوق مستوى سطح البحر.